# Happy Xmas (War is over)
Happy Xmas (War is over) is een lied van John Lennon en Yoko Ono in hun formatie John & Yoko & The Plastic Ono Band featuring The Harlem Community Choir.
Het werd opgenomen op 31 oktober 1971 en uitgebracht op 24 november 1972. De single bereikte in het eerste jaar plaats 4 in de UK Singles Chart en kwam daarna nog verschillende jaren in deze hitlijst terug. Lennon en Ono schreven het lied op een bestaande melodie, waarvan nog andere versies bestaan. Van hun versie bestaan er meer dan tien versies en/of vertalingen en ver over de honderd covers.
Het nummer stamt uit de vredescampagne die ze sinds 1969 hielden. In dat jaar hadden ze ook al de Bed-In in Amsterdam gehad. Hun acties verliepen langs steden wereldwijd waarin ze bijvoorbeeld posters verspreidden met de tekst: War is over! If you want it. Happy Christmas from John & Yoko. Twee jaar later kwam Lennon met het idee voor dit nummer, waarmee hij eigenlijk op de Vietnamoorlog doelde. Het blijkt echter een universele boodschap te hebben gehad en het is een evergreen geworden.

## Hitnoteringen
John & Yoko & The Plastic Ono Band featuring The Harlem Community Choir kenden in de loop van de jaren de volgende hitnoteringen. Het jaartal verwijst naar het jaar waarin Kerstmis die periode viel, waarbij de hoogste hitnotering soms in januari van het jaar erna is gevallen.
In de Amerikaanse Billboard Hot 100 werd een piekpositie van 38 bereikt. Het verloop per jaar is lastig te zien, het nummer stond eind 2022 voor het laatst in de lijst (anno begin 2024). De onderstaande lijst is een selectie van hitlijsten waar de notering van bekend is.
| Jaar | VK | NL | BE (V) | BE (W) | DE | AT | CH | SE | NO | ES | PT |
| ---- | -- | -- | ------ | ------ | -- | -- | -- | -- | -- | -- | -- |
| 1972 | 4  | 7  | 4      | 3      | -  | -  | -  | -  | 3  | -  | -  |
| 1980 | 2  | 2  | 7      | -      | -  | -  | -  | -  | -  | -  | -  |
| 1981 | 28 | -  | -      | -      | -  | -  | -  | -  | -  | -  | -  |
| 1982 | 56 | -  | -      | -      | -  | -  | -  | -  | -  | -  | -  |
| 1984 | 91 | -  | -      | -      | -  | -  | -  | -  | -  | -  | -  |
| 1996 | -  | -  | -      | -      | -  | -  | -  | -  | -  | -  | -  |
| 2003 | 33 | 78 | -      | -      | -  | -  | -  | -  | -  | -  | -  |
| 2007 | 40 | -  | -      | -      | 98 | -  | -  | 53 | -  | -  | -  |
| 2008 | 67 | 53 | -      | -      | 64 | -  | 57 | 46 | -  | -  | -  |
| 2009 | 76 | 74 | -      | -      | 69 | -  | 69 | 54 | -  | -  | -  |
| 2010 | 84 | 60 | -      | -      | 73 | 67 | -  | 45 | -  | -  | -  |
| 2011 | 78 | 84 | -      | -      | 99 | -  | -  | -  | -  | -  | -  |
| 2012 | 81 | 71 | -      | -      | -  | -  | -  | -  | -  | -  | -  |
| 2013 | 88 | 68 | -      | -      | -  | 54 | -  | -  | -  | -  | -  |
| 2014 | 94 | 77 | -      | -      | 66 | 57 | -  | -  | -  | 38 | -  |
| 2015 | 69 | 21 | -      | -      | 40 | 49 | -  | 59 | -  | -  | -  |
| 2016 | 49 | 49 | -      | -      | 44 | 28 | 72 | 35 | -  | -  | -  |
| 2017 | 21 | 19 | -      | -      | 15 | 18 | 20 | 23 | -  | -  | -  |
| 2018 | 18 | 15 | -      | -      | 10 | 10 | 11 | 11 | 17 | 89 | 37 |
| 2019 | 28 | 15 | -      | -      | 10 | 7  | 10 | 19 | 16 | -  | 58 |
| 2020 | 19 | 16 | -      | -      | 6  | 6  | 23 | 24 | 32 | -  | 45 |
| 2021 | 22 | 19 | -      | -      | 8  | 6  | 15 | 25 | 25 | -  | 62 |
| 2022 | 24 | 18 | 39     | 35     | 12 | 10 | 14 | 23 | 31 | -  | 56 |
| 2023 | 19 | 18 | 29     | 35     | 13 | 12 | 16 | 21 | 32 | -  | 63 |

### Daverende Dertig/Nationale Hitparade/Mega Top 50 / B2B Top 100/ NederlandseSingle Top 100
| Hitnotering (week 1 t/m 5): 23-12-1972 t/m 20-01-1973 Hitnotering (week 6 t/m 11): 10-01-1981 t/m 14-02-1981 Hitnotering (week 12 t/m 15): 20-12-2003 t/m 10-01-2004 Hitnotering (week 16 t/m 17): 27-12-2008 t/m 03-01-2009 Hitnotering (week 18 t/m 20): 19-12-2009 t/m 02-01-2010 Hitnotering (week 21 t/m 23): 18-12-2010 t/m 01-01-2011 Hitnotering (week 24): 31-12-2011 Hitnotering (week 25): 29-12-2012 Hitnotering (week 26): 28-12-2013 Hitnotering (week 27 t/m 28): 20-12-2014 t/m 27-12-2014 Hitnotering (week 29 t/m 31): 19-12-2015 t/m 02-01-2016 Hitnotering (week 32 t/m 33): 24-12-2016 t/m 31-12-2016 Hitnotering (week 34 t/m 36): 16-12-2017 t/m 30-12-2017 Hitnotering (week 37 t/m 39): 15-12-2018 t/m 29-12-2018 Hitnotering (week 40 t/m 42): 14-12-2019 t/m 28-12-2019 Hitnotering (week 43 t/m 46): 12-12-2020 t/m 02-01-2021 Hitnotering (week 47 t/m 50): 11-12-2021 t/m 01-01-2022 Hitnotering (week 51 t/m 54): 10-12-2022 t/m 31-12-2022 Hitnotering (week 55 t/m 58): 09-12-2023 t/m 30-12-2023 | Hitnotering (week 1 t/m 5): 23-12-1972 t/m 20-01-1973 Hitnotering (week 6 t/m 11): 10-01-1981 t/m 14-02-1981 Hitnotering (week 12 t/m 15): 20-12-2003 t/m 10-01-2004 Hitnotering (week 16 t/m 17): 27-12-2008 t/m 03-01-2009 Hitnotering (week 18 t/m 20): 19-12-2009 t/m 02-01-2010 Hitnotering (week 21 t/m 23): 18-12-2010 t/m 01-01-2011 Hitnotering (week 24): 31-12-2011 Hitnotering (week 25): 29-12-2012 Hitnotering (week 26): 28-12-2013 Hitnotering (week 27 t/m 28): 20-12-2014 t/m 27-12-2014 Hitnotering (week 29 t/m 31): 19-12-2015 t/m 02-01-2016 Hitnotering (week 32 t/m 33): 24-12-2016 t/m 31-12-2016 Hitnotering (week 34 t/m 36): 16-12-2017 t/m 30-12-2017 Hitnotering (week 37 t/m 39): 15-12-2018 t/m 29-12-2018 Hitnotering (week 40 t/m 42): 14-12-2019 t/m 28-12-2019 Hitnotering (week 43 t/m 46): 12-12-2020 t/m 02-01-2021 Hitnotering (week 47 t/m 50): 11-12-2021 t/m 01-01-2022 Hitnotering (week 51 t/m 54): 10-12-2022 t/m 31-12-2022 Hitnotering (week 55 t/m 58): 09-12-2023 t/m 30-12-2023 | Hitnotering (week 1 t/m 5): 23-12-1972 t/m 20-01-1973 Hitnotering (week 6 t/m 11): 10-01-1981 t/m 14-02-1981 Hitnotering (week 12 t/m 15): 20-12-2003 t/m 10-01-2004 Hitnotering (week 16 t/m 17): 27-12-2008 t/m 03-01-2009 Hitnotering (week 18 t/m 20): 19-12-2009 t/m 02-01-2010 Hitnotering (week 21 t/m 23): 18-12-2010 t/m 01-01-2011 Hitnotering (week 24): 31-12-2011 Hitnotering (week 25): 29-12-2012 Hitnotering (week 26): 28-12-2013 Hitnotering (week 27 t/m 28): 20-12-2014 t/m 27-12-2014 Hitnotering (week 29 t/m 31): 19-12-2015 t/m 02-01-2016 Hitnotering (week 32 t/m 33): 24-12-2016 t/m 31-12-2016 Hitnotering (week 34 t/m 36): 16-12-2017 t/m 30-12-2017 Hitnotering (week 37 t/m 39): 15-12-2018 t/m 29-12-2018 Hitnotering (week 40 t/m 42): 14-12-2019 t/m 28-12-2019 Hitnotering (week 43 t/m 46): 12-12-2020 t/m 02-01-2021 Hitnotering (week 47 t/m 50): 11-12-2021 t/m 01-01-2022 Hitnotering (week 51 t/m 54): 10-12-2022 t/m 31-12-2022 Hitnotering (week 55 t/m 58): 09-12-2023 t/m 30-12-2023 | Hitnotering (week 1 t/m 5): 23-12-1972 t/m 20-01-1973 Hitnotering (week 6 t/m 11): 10-01-1981 t/m 14-02-1981 Hitnotering (week 12 t/m 15): 20-12-2003 t/m 10-01-2004 Hitnotering (week 16 t/m 17): 27-12-2008 t/m 03-01-2009 Hitnotering (week 18 t/m 20): 19-12-2009 t/m 02-01-2010 Hitnotering (week 21 t/m 23): 18-12-2010 t/m 01-01-2011 Hitnotering (week 24): 31-12-2011 Hitnotering (week 25): 29-12-2012 Hitnotering (week 26): 28-12-2013 Hitnotering (week 27 t/m 28): 20-12-2014 t/m 27-12-2014 Hitnotering (week 29 t/m 31): 19-12-2015 t/m 02-01-2016 Hitnotering (week 32 t/m 33): 24-12-2016 t/m 31-12-2016 Hitnotering (week 34 t/m 36): 16-12-2017 t/m 30-12-2017 Hitnotering (week 37 t/m 39): 15-12-2018 t/m 29-12-2018 Hitnotering (week 40 t/m 42): 14-12-2019 t/m 28-12-2019 Hitnotering (week 43 t/m 46): 12-12-2020 t/m 02-01-2021 Hitnotering (week 47 t/m 50): 11-12-2021 t/m 01-01-2022 Hitnotering (week 51 t/m 54): 10-12-2022 t/m 31-12-2022 Hitnotering (week 55 t/m 58): 09-12-2023 t/m 30-12-2023 | Hitnotering (week 1 t/m 5): 23-12-1972 t/m 20-01-1973 Hitnotering (week 6 t/m 11): 10-01-1981 t/m 14-02-1981 Hitnotering (week 12 t/m 15): 20-12-2003 t/m 10-01-2004 Hitnotering (week 16 t/m 17): 27-12-2008 t/m 03-01-2009 Hitnotering (week 18 t/m 20): 19-12-2009 t/m 02-01-2010 Hitnotering (week 21 t/m 23): 18-12-2010 t/m 01-01-2011 Hitnotering (week 24): 31-12-2011 Hitnotering (week 25): 29-12-2012 Hitnotering (week 26): 28-12-2013 Hitnotering (week 27 t/m 28): 20-12-2014 t/m 27-12-2014 Hitnotering (week 29 t/m 31): 19-12-2015 t/m 02-01-2016 Hitnotering (week 32 t/m 33): 24-12-2016 t/m 31-12-2016 Hitnotering (week 34 t/m 36): 16-12-2017 t/m 30-12-2017 Hitnotering (week 37 t/m 39): 15-12-2018 t/m 29-12-2018 Hitnotering (week 40 t/m 42): 14-12-2019 t/m 28-12-2019 Hitnotering (week 43 t/m 46): 12-12-2020 t/m 02-01-2021 Hitnotering (week 47 t/m 50): 11-12-2021 t/m 01-01-2022 Hitnotering (week 51 t/m 54): 10-12-2022 t/m 31-12-2022 Hitnotering (week 55 t/m 58): 09-12-2023 t/m 30-12-2023 | Hitnotering (week 1 t/m 5): 23-12-1972 t/m 20-01-1973 Hitnotering (week 6 t/m 11): 10-01-1981 t/m 14-02-1981 Hitnotering (week 12 t/m 15): 20-12-2003 t/m 10-01-2004 Hitnotering (week 16 t/m 17): 27-12-2008 t/m 03-01-2009 Hitnotering (week 18 t/m 20): 19-12-2009 t/m 02-01-2010 Hitnotering (week 21 t/m 23): 18-12-2010 t/m 01-01-2011 Hitnotering (week 24): 31-12-2011 Hitnotering (week 25): 29-12-2012 Hitnotering (week 26): 28-12-2013 Hitnotering (week 27 t/m 28): 20-12-2014 t/m 27-12-2014 Hitnotering (week 29 t/m 31): 19-12-2015 t/m 02-01-2016 Hitnotering (week 32 t/m 33): 24-12-2016 t/m 31-12-2016 Hitnotering (week 34 t/m 36): 16-12-2017 t/m 30-12-2017 Hitnotering (week 37 t/m 39): 15-12-2018 t/m 29-12-2018 Hitnotering (week 40 t/m 42): 14-12-2019 t/m 28-12-2019 Hitnotering (week 43 t/m 46): 12-12-2020 t/m 02-01-2021 Hitnotering (week 47 t/m 50): 11-12-2021 t/m 01-01-2022 Hitnotering (week 51 t/m 54): 10-12-2022 t/m 31-12-2022 Hitnotering (week 55 t/m 58): 09-12-2023 t/m 30-12-2023 | Hitnotering (week 1 t/m 5): 23-12-1972 t/m 20-01-1973 Hitnotering (week 6 t/m 11): 10-01-1981 t/m 14-02-1981 Hitnotering (week 12 t/m 15): 20-12-2003 t/m 10-01-2004 Hitnotering (week 16 t/m 17): 27-12-2008 t/m 03-01-2009 Hitnotering (week 18 t/m 20): 19-12-2009 t/m 02-01-2010 Hitnotering (week 21 t/m 23): 18-12-2010 t/m 01-01-2011 Hitnotering (week 24): 31-12-2011 Hitnotering (week 25): 29-12-2012 Hitnotering (week 26): 28-12-2013 Hitnotering (week 27 t/m 28): 20-12-2014 t/m 27-12-2014 Hitnotering (week 29 t/m 31): 19-12-2015 t/m 02-01-2016 Hitnotering (week 32 t/m 33): 24-12-2016 t/m 31-12-2016 Hitnotering (week 34 t/m 36): 16-12-2017 t/m 30-12-2017 Hitnotering (week 37 t/m 39): 15-12-2018 t/m 29-12-2018 Hitnotering (week 40 t/m 42): 14-12-2019 t/m 28-12-2019 Hitnotering (week 43 t/m 46): 12-12-2020 t/m 02-01-2021 Hitnotering (week 47 t/m 50): 11-12-2021 t/m 01-01-2022 Hitnotering (week 51 t/m 54): 10-12-2022 t/m 31-12-2022 Hitnotering (week 55 t/m 58): 09-12-2023 t/m 30-12-2023 | Hitnotering (week 1 t/m 5): 23-12-1972 t/m 20-01-1973 Hitnotering (week 6 t/m 11): 10-01-1981 t/m 14-02-1981 Hitnotering (week 12 t/m 15): 20-12-2003 t/m 10-01-2004 Hitnotering (week 16 t/m 17): 27-12-2008 t/m 03-01-2009 Hitnotering (week 18 t/m 20): 19-12-2009 t/m 02-01-2010 Hitnotering (week 21 t/m 23): 18-12-2010 t/m 01-01-2011 Hitnotering (week 24): 31-12-2011 Hitnotering (week 25): 29-12-2012 Hitnotering (week 26): 28-12-2013 Hitnotering (week 27 t/m 28): 20-12-2014 t/m 27-12-2014 Hitnotering (week 29 t/m 31): 19-12-2015 t/m 02-01-2016 Hitnotering (week 32 t/m 33): 24-12-2016 t/m 31-12-2016 Hitnotering (week 34 t/m 36): 16-12-2017 t/m 30-12-2017 Hitnotering (week 37 t/m 39): 15-12-2018 t/m 29-12-2018 Hitnotering (week 40 t/m 42): 14-12-2019 t/m 28-12-2019 Hitnotering (week 43 t/m 46): 12-12-2020 t/m 02-01-2021 Hitnotering (week 47 t/m 50): 11-12-2021 t/m 01-01-2022 Hitnotering (week 51 t/m 54): 10-12-2022 t/m 31-12-2022 Hitnotering (week 55 t/m 58): 09-12-2023 t/m 30-12-2023 | Hitnotering (week 1 t/m 5): 23-12-1972 t/m 20-01-1973 Hitnotering (week 6 t/m 11): 10-01-1981 t/m 14-02-1981 Hitnotering (week 12 t/m 15): 20-12-2003 t/m 10-01-2004 Hitnotering (week 16 t/m 17): 27-12-2008 t/m 03-01-2009 Hitnotering (week 18 t/m 20): 19-12-2009 t/m 02-01-2010 Hitnotering (week 21 t/m 23): 18-12-2010 t/m 01-01-2011 Hitnotering (week 24): 31-12-2011 Hitnotering (week 25): 29-12-2012 Hitnotering (week 26): 28-12-2013 Hitnotering (week 27 t/m 28): 20-12-2014 t/m 27-12-2014 Hitnotering (week 29 t/m 31): 19-12-2015 t/m 02-01-2016 Hitnotering (week 32 t/m 33): 24-12-2016 t/m 31-12-2016 Hitnotering (week 34 t/m 36): 16-12-2017 t/m 30-12-2017 Hitnotering (week 37 t/m 39): 15-12-2018 t/m 29-12-2018 Hitnotering (week 40 t/m 42): 14-12-2019 t/m 28-12-2019 Hitnotering (week 43 t/m 46): 12-12-2020 t/m 02-01-2021 Hitnotering (week 47 t/m 50): 11-12-2021 t/m 01-01-2022 Hitnotering (week 51 t/m 54): 10-12-2022 t/m 31-12-2022 Hitnotering (week 55 t/m 58): 09-12-2023 t/m 30-12-2023 | Hitnotering (week 1 t/m 5): 23-12-1972 t/m 20-01-1973 Hitnotering (week 6 t/m 11): 10-01-1981 t/m 14-02-1981 Hitnotering (week 12 t/m 15): 20-12-2003 t/m 10-01-2004 Hitnotering (week 16 t/m 17): 27-12-2008 t/m 03-01-2009 Hitnotering (week 18 t/m 20): 19-12-2009 t/m 02-01-2010 Hitnotering (week 21 t/m 23): 18-12-2010 t/m 01-01-2011 Hitnotering (week 24): 31-12-2011 Hitnotering (week 25): 29-12-2012 Hitnotering (week 26): 28-12-2013 Hitnotering (week 27 t/m 28): 20-12-2014 t/m 27-12-2014 Hitnotering (week 29 t/m 31): 19-12-2015 t/m 02-01-2016 Hitnotering (week 32 t/m 33): 24-12-2016 t/m 31-12-2016 Hitnotering (week 34 t/m 36): 16-12-2017 t/m 30-12-2017 Hitnotering (week 37 t/m 39): 15-12-2018 t/m 29-12-2018 Hitnotering (week 40 t/m 42): 14-12-2019 t/m 28-12-2019 Hitnotering (week 43 t/m 46): 12-12-2020 t/m 02-01-2021 Hitnotering (week 47 t/m 50): 11-12-2021 t/m 01-01-2022 Hitnotering (week 51 t/m 54): 10-12-2022 t/m 31-12-2022 Hitnotering (week 55 t/m 58): 09-12-2023 t/m 30-12-2023 | Hitnotering (week 1 t/m 5): 23-12-1972 t/m 20-01-1973 Hitnotering (week 6 t/m 11): 10-01-1981 t/m 14-02-1981 Hitnotering (week 12 t/m 15): 20-12-2003 t/m 10-01-2004 Hitnotering (week 16 t/m 17): 27-12-2008 t/m 03-01-2009 Hitnotering (week 18 t/m 20): 19-12-2009 t/m 02-01-2010 Hitnotering (week 21 t/m 23): 18-12-2010 t/m 01-01-2011 Hitnotering (week 24): 31-12-2011 Hitnotering (week 25): 29-12-2012 Hitnotering (week 26): 28-12-2013 Hitnotering (week 27 t/m 28): 20-12-2014 t/m 27-12-2014 Hitnotering (week 29 t/m 31): 19-12-2015 t/m 02-01-2016 Hitnotering (week 32 t/m 33): 24-12-2016 t/m 31-12-2016 Hitnotering (week 34 t/m 36): 16-12-2017 t/m 30-12-2017 Hitnotering (week 37 t/m 39): 15-12-2018 t/m 29-12-2018 Hitnotering (week 40 t/m 42): 14-12-2019 t/m 28-12-2019 Hitnotering (week 43 t/m 46): 12-12-2020 t/m 02-01-2021 Hitnotering (week 47 t/m 50): 11-12-2021 t/m 01-01-2022 Hitnotering (week 51 t/m 54): 10-12-2022 t/m 31-12-2022 Hitnotering (week 55 t/m 58): 09-12-2023 t/m 30-12-2023 | Hitnotering (week 1 t/m 5): 23-12-1972 t/m 20-01-1973 Hitnotering (week 6 t/m 11): 10-01-1981 t/m 14-02-1981 Hitnotering (week 12 t/m 15): 20-12-2003 t/m 10-01-2004 Hitnotering (week 16 t/m 17): 27-12-2008 t/m 03-01-2009 Hitnotering (week 18 t/m 20): 19-12-2009 t/m 02-01-2010 Hitnotering (week 21 t/m 23): 18-12-2010 t/m 01-01-2011 Hitnotering (week 24): 31-12-2011 Hitnotering (week 25): 29-12-2012 Hitnotering (week 26): 28-12-2013 Hitnotering (week 27 t/m 28): 20-12-2014 t/m 27-12-2014 Hitnotering (week 29 t/m 31): 19-12-2015 t/m 02-01-2016 Hitnotering (week 32 t/m 33): 24-12-2016 t/m 31-12-2016 Hitnotering (week 34 t/m 36): 16-12-2017 t/m 30-12-2017 Hitnotering (week 37 t/m 39): 15-12-2018 t/m 29-12-2018 Hitnotering (week 40 t/m 42): 14-12-2019 t/m 28-12-2019 Hitnotering (week 43 t/m 46): 12-12-2020 t/m 02-01-2021 Hitnotering (week 47 t/m 50): 11-12-2021 t/m 01-01-2022 Hitnotering (week 51 t/m 54): 10-12-2022 t/m 31-12-2022 Hitnotering (week 55 t/m 58): 09-12-2023 t/m 30-12-2023 | Hitnotering (week 1 t/m 5): 23-12-1972 t/m 20-01-1973 Hitnotering (week 6 t/m 11): 10-01-1981 t/m 14-02-1981 Hitnotering (week 12 t/m 15): 20-12-2003 t/m 10-01-2004 Hitnotering (week 16 t/m 17): 27-12-2008 t/m 03-01-2009 Hitnotering (week 18 t/m 20): 19-12-2009 t/m 02-01-2010 Hitnotering (week 21 t/m 23): 18-12-2010 t/m 01-01-2011 Hitnotering (week 24): 31-12-2011 Hitnotering (week 25): 29-12-2012 Hitnotering (week 26): 28-12-2013 Hitnotering (week 27 t/m 28): 20-12-2014 t/m 27-12-2014 Hitnotering (week 29 t/m 31): 19-12-2015 t/m 02-01-2016 Hitnotering (week 32 t/m 33): 24-12-2016 t/m 31-12-2016 Hitnotering (week 34 t/m 36): 16-12-2017 t/m 30-12-2017 Hitnotering (week 37 t/m 39): 15-12-2018 t/m 29-12-2018 Hitnotering (week 40 t/m 42): 14-12-2019 t/m 28-12-2019 Hitnotering (week 43 t/m 46): 12-12-2020 t/m 02-01-2021 Hitnotering (week 47 t/m 50): 11-12-2021 t/m 01-01-2022 Hitnotering (week 51 t/m 54): 10-12-2022 t/m 31-12-2022 Hitnotering (week 55 t/m 58): 09-12-2023 t/m 30-12-2023 | Hitnotering (week 1 t/m 5): 23-12-1972 t/m 20-01-1973 Hitnotering (week 6 t/m 11): 10-01-1981 t/m 14-02-1981 Hitnotering (week 12 t/m 15): 20-12-2003 t/m 10-01-2004 Hitnotering (week 16 t/m 17): 27-12-2008 t/m 03-01-2009 Hitnotering (week 18 t/m 20): 19-12-2009 t/m 02-01-2010 Hitnotering (week 21 t/m 23): 18-12-2010 t/m 01-01-2011 Hitnotering (week 24): 31-12-2011 Hitnotering (week 25): 29-12-2012 Hitnotering (week 26): 28-12-2013 Hitnotering (week 27 t/m 28): 20-12-2014 t/m 27-12-2014 Hitnotering (week 29 t/m 31): 19-12-2015 t/m 02-01-2016 Hitnotering (week 32 t/m 33): 24-12-2016 t/m 31-12-2016 Hitnotering (week 34 t/m 36): 16-12-2017 t/m 30-12-2017 Hitnotering (week 37 t/m 39): 15-12-2018 t/m 29-12-2018 Hitnotering (week 40 t/m 42): 14-12-2019 t/m 28-12-2019 Hitnotering (week 43 t/m 46): 12-12-2020 t/m 02-01-2021 Hitnotering (week 47 t/m 50): 11-12-2021 t/m 01-01-2022 Hitnotering (week 51 t/m 54): 10-12-2022 t/m 31-12-2022 Hitnotering (week 55 t/m 58): 09-12-2023 t/m 30-12-2023 | Hitnotering (week 1 t/m 5): 23-12-1972 t/m 20-01-1973 Hitnotering (week 6 t/m 11): 10-01-1981 t/m 14-02-1981 Hitnotering (week 12 t/m 15): 20-12-2003 t/m 10-01-2004 Hitnotering (week 16 t/m 17): 27-12-2008 t/m 03-01-2009 Hitnotering (week 18 t/m 20): 19-12-2009 t/m 02-01-2010 Hitnotering (week 21 t/m 23): 18-12-2010 t/m 01-01-2011 Hitnotering (week 24): 31-12-2011 Hitnotering (week 25): 29-12-2012 Hitnotering (week 26): 28-12-2013 Hitnotering (week 27 t/m 28): 20-12-2014 t/m 27-12-2014 Hitnotering (week 29 t/m 31): 19-12-2015 t/m 02-01-2016 Hitnotering (week 32 t/m 33): 24-12-2016 t/m 31-12-2016 Hitnotering (week 34 t/m 36): 16-12-2017 t/m 30-12-2017 Hitnotering (week 37 t/m 39): 15-12-2018 t/m 29-12-2018 Hitnotering (week 40 t/m 42): 14-12-2019 t/m 28-12-2019 Hitnotering (week 43 t/m 46): 12-12-2020 t/m 02-01-2021 Hitnotering (week 47 t/m 50): 11-12-2021 t/m 01-01-2022 Hitnotering (week 51 t/m 54): 10-12-2022 t/m 31-12-2022 Hitnotering (week 55 t/m 58): 09-12-2023 t/m 30-12-2023 | Hitnotering (week 1 t/m 5): 23-12-1972 t/m 20-01-1973 Hitnotering (week 6 t/m 11): 10-01-1981 t/m 14-02-1981 Hitnotering (week 12 t/m 15): 20-12-2003 t/m 10-01-2004 Hitnotering (week 16 t/m 17): 27-12-2008 t/m 03-01-2009 Hitnotering (week 18 t/m 20): 19-12-2009 t/m 02-01-2010 Hitnotering (week 21 t/m 23): 18-12-2010 t/m 01-01-2011 Hitnotering (week 24): 31-12-2011 Hitnotering (week 25): 29-12-2012 Hitnotering (week 26): 28-12-2013 Hitnotering (week 27 t/m 28): 20-12-2014 t/m 27-12-2014 Hitnotering (week 29 t/m 31): 19-12-2015 t/m 02-01-2016 Hitnotering (week 32 t/m 33): 24-12-2016 t/m 31-12-2016 Hitnotering (week 34 t/m 36): 16-12-2017 t/m 30-12-2017 Hitnotering (week 37 t/m 39): 15-12-2018 t/m 29-12-2018 Hitnotering (week 40 t/m 42): 14-12-2019 t/m 28-12-2019 Hitnotering (week 43 t/m 46): 12-12-2020 t/m 02-01-2021 Hitnotering (week 47 t/m 50): 11-12-2021 t/m 01-01-2022 Hitnotering (week 51 t/m 54): 10-12-2022 t/m 31-12-2022 Hitnotering (week 55 t/m 58): 09-12-2023 t/m 30-12-2023 | Hitnotering (week 1 t/m 5): 23-12-1972 t/m 20-01-1973 Hitnotering (week 6 t/m 11): 10-01-1981 t/m 14-02-1981 Hitnotering (week 12 t/m 15): 20-12-2003 t/m 10-01-2004 Hitnotering (week 16 t/m 17): 27-12-2008 t/m 03-01-2009 Hitnotering (week 18 t/m 20): 19-12-2009 t/m 02-01-2010 Hitnotering (week 21 t/m 23): 18-12-2010 t/m 01-01-2011 Hitnotering (week 24): 31-12-2011 Hitnotering (week 25): 29-12-2012 Hitnotering (week 26): 28-12-2013 Hitnotering (week 27 t/m 28): 20-12-2014 t/m 27-12-2014 Hitnotering (week 29 t/m 31): 19-12-2015 t/m 02-01-2016 Hitnotering (week 32 t/m 33): 24-12-2016 t/m 31-12-2016 Hitnotering (week 34 t/m 36): 16-12-2017 t/m 30-12-2017 Hitnotering (week 37 t/m 39): 15-12-2018 t/m 29-12-2018 Hitnotering (week 40 t/m 42): 14-12-2019 t/m 28-12-2019 Hitnotering (week 43 t/m 46): 12-12-2020 t/m 02-01-2021 Hitnotering (week 47 t/m 50): 11-12-2021 t/m 01-01-2022 Hitnotering (week 51 t/m 54): 10-12-2022 t/m 31-12-2022 Hitnotering (week 55 t/m 58): 09-12-2023 t/m 30-12-2023 | Hitnotering (week 1 t/m 5): 23-12-1972 t/m 20-01-1973 Hitnotering (week 6 t/m 11): 10-01-1981 t/m 14-02-1981 Hitnotering (week 12 t/m 15): 20-12-2003 t/m 10-01-2004 Hitnotering (week 16 t/m 17): 27-12-2008 t/m 03-01-2009 Hitnotering (week 18 t/m 20): 19-12-2009 t/m 02-01-2010 Hitnotering (week 21 t/m 23): 18-12-2010 t/m 01-01-2011 Hitnotering (week 24): 31-12-2011 Hitnotering (week 25): 29-12-2012 Hitnotering (week 26): 28-12-2013 Hitnotering (week 27 t/m 28): 20-12-2014 t/m 27-12-2014 Hitnotering (week 29 t/m 31): 19-12-2015 t/m 02-01-2016 Hitnotering (week 32 t/m 33): 24-12-2016 t/m 31-12-2016 Hitnotering (week 34 t/m 36): 16-12-2017 t/m 30-12-2017 Hitnotering (week 37 t/m 39): 15-12-2018 t/m 29-12-2018 Hitnotering (week 40 t/m 42): 14-12-2019 t/m 28-12-2019 Hitnotering (week 43 t/m 46): 12-12-2020 t/m 02-01-2021 Hitnotering (week 47 t/m 50): 11-12-2021 t/m 01-01-2022 Hitnotering (week 51 t/m 54): 10-12-2022 t/m 31-12-2022 Hitnotering (week 55 t/m 58): 09-12-2023 t/m 30-12-2023 | Hitnotering (week 1 t/m 5): 23-12-1972 t/m 20-01-1973 Hitnotering (week 6 t/m 11): 10-01-1981 t/m 14-02-1981 Hitnotering (week 12 t/m 15): 20-12-2003 t/m 10-01-2004 Hitnotering (week 16 t/m 17): 27-12-2008 t/m 03-01-2009 Hitnotering (week 18 t/m 20): 19-12-2009 t/m 02-01-2010 Hitnotering (week 21 t/m 23): 18-12-2010 t/m 01-01-2011 Hitnotering (week 24): 31-12-2011 Hitnotering (week 25): 29-12-2012 Hitnotering (week 26): 28-12-2013 Hitnotering (week 27 t/m 28): 20-12-2014 t/m 27-12-2014 Hitnotering (week 29 t/m 31): 19-12-2015 t/m 02-01-2016 Hitnotering (week 32 t/m 33): 24-12-2016 t/m 31-12-2016 Hitnotering (week 34 t/m 36): 16-12-2017 t/m 30-12-2017 Hitnotering (week 37 t/m 39): 15-12-2018 t/m 29-12-2018 Hitnotering (week 40 t/m 42): 14-12-2019 t/m 28-12-2019 Hitnotering (week 43 t/m 46): 12-12-2020 t/m 02-01-2021 Hitnotering (week 47 t/m 50): 11-12-2021 t/m 01-01-2022 Hitnotering (week 51 t/m 54): 10-12-2022 t/m 31-12-2022 Hitnotering (week 55 t/m 58): 09-12-2023 t/m 30-12-2023 | Hitnotering (week 1 t/m 5): 23-12-1972 t/m 20-01-1973 Hitnotering (week 6 t/m 11): 10-01-1981 t/m 14-02-1981 Hitnotering (week 12 t/m 15): 20-12-2003 t/m 10-01-2004 Hitnotering (week 16 t/m 17): 27-12-2008 t/m 03-01-2009 Hitnotering (week 18 t/m 20): 19-12-2009 t/m 02-01-2010 Hitnotering (week 21 t/m 23): 18-12-2010 t/m 01-01-2011 Hitnotering (week 24): 31-12-2011 Hitnotering (week 25): 29-12-2012 Hitnotering (week 26): 28-12-2013 Hitnotering (week 27 t/m 28): 20-12-2014 t/m 27-12-2014 Hitnotering (week 29 t/m 31): 19-12-2015 t/m 02-01-2016 Hitnotering (week 32 t/m 33): 24-12-2016 t/m 31-12-2016 Hitnotering (week 34 t/m 36): 16-12-2017 t/m 30-12-2017 Hitnotering (week 37 t/m 39): 15-12-2018 t/m 29-12-2018 Hitnotering (week 40 t/m 42): 14-12-2019 t/m 28-12-2019 Hitnotering (week 43 t/m 46): 12-12-2020 t/m 02-01-2021 Hitnotering (week 47 t/m 50): 11-12-2021 t/m 01-01-2022 Hitnotering (week 51 t/m 54): 10-12-2022 t/m 31-12-2022 Hitnotering (week 55 t/m 58): 09-12-2023 t/m 30-12-2023 | Hitnotering (week 1 t/m 5): 23-12-1972 t/m 20-01-1973 Hitnotering (week 6 t/m 11): 10-01-1981 t/m 14-02-1981 Hitnotering (week 12 t/m 15): 20-12-2003 t/m 10-01-2004 Hitnotering (week 16 t/m 17): 27-12-2008 t/m 03-01-2009 Hitnotering (week 18 t/m 20): 19-12-2009 t/m 02-01-2010 Hitnotering (week 21 t/m 23): 18-12-2010 t/m 01-01-2011 Hitnotering (week 24): 31-12-2011 Hitnotering (week 25): 29-12-2012 Hitnotering (week 26): 28-12-2013 Hitnotering (week 27 t/m 28): 20-12-2014 t/m 27-12-2014 Hitnotering (week 29 t/m 31): 19-12-2015 t/m 02-01-2016 Hitnotering (week 32 t/m 33): 24-12-2016 t/m 31-12-2016 Hitnotering (week 34 t/m 36): 16-12-2017 t/m 30-12-2017 Hitnotering (week 37 t/m 39): 15-12-2018 t/m 29-12-2018 Hitnotering (week 40 t/m 42): 14-12-2019 t/m 28-12-2019 Hitnotering (week 43 t/m 46): 12-12-2020 t/m 02-01-2021 Hitnotering (week 47 t/m 50): 11-12-2021 t/m 01-01-2022 Hitnotering (week 51 t/m 54): 10-12-2022 t/m 31-12-2022 Hitnotering (week 55 t/m 58): 09-12-2023 t/m 30-12-2023 | Hitnotering (week 1 t/m 5): 23-12-1972 t/m 20-01-1973 Hitnotering (week 6 t/m 11): 10-01-1981 t/m 14-02-1981 Hitnotering (week 12 t/m 15): 20-12-2003 t/m 10-01-2004 Hitnotering (week 16 t/m 17): 27-12-2008 t/m 03-01-2009 Hitnotering (week 18 t/m 20): 19-12-2009 t/m 02-01-2010 Hitnotering (week 21 t/m 23): 18-12-2010 t/m 01-01-2011 Hitnotering (week 24): 31-12-2011 Hitnotering (week 25): 29-12-2012 Hitnotering (week 26): 28-12-2013 Hitnotering (week 27 t/m 28): 20-12-2014 t/m 27-12-2014 Hitnotering (week 29 t/m 31): 19-12-2015 t/m 02-01-2016 Hitnotering (week 32 t/m 33): 24-12-2016 t/m 31-12-2016 Hitnotering (week 34 t/m 36): 16-12-2017 t/m 30-12-2017 Hitnotering (week 37 t/m 39): 15-12-2018 t/m 29-12-2018 Hitnotering (week 40 t/m 42): 14-12-2019 t/m 28-12-2019 Hitnotering (week 43 t/m 46): 12-12-2020 t/m 02-01-2021 Hitnotering (week 47 t/m 50): 11-12-2021 t/m 01-01-2022 Hitnotering (week 51 t/m 54): 10-12-2022 t/m 31-12-2022 Hitnotering (week 55 t/m 58): 09-12-2023 t/m 30-12-2023 | Hitnotering (week 1 t/m 5): 23-12-1972 t/m 20-01-1973 Hitnotering (week 6 t/m 11): 10-01-1981 t/m 14-02-1981 Hitnotering (week 12 t/m 15): 20-12-2003 t/m 10-01-2004 Hitnotering (week 16 t/m 17): 27-12-2008 t/m 03-01-2009 Hitnotering (week 18 t/m 20): 19-12-2009 t/m 02-01-2010 Hitnotering (week 21 t/m 23): 18-12-2010 t/m 01-01-2011 Hitnotering (week 24): 31-12-2011 Hitnotering (week 25): 29-12-2012 Hitnotering (week 26): 28-12-2013 Hitnotering (week 27 t/m 28): 20-12-2014 t/m 27-12-2014 Hitnotering (week 29 t/m 31): 19-12-2015 t/m 02-01-2016 Hitnotering (week 32 t/m 33): 24-12-2016 t/m 31-12-2016 Hitnotering (week 34 t/m 36): 16-12-2017 t/m 30-12-2017 Hitnotering (week 37 t/m 39): 15-12-2018 t/m 29-12-2018 Hitnotering (week 40 t/m 42): 14-12-2019 t/m 28-12-2019 Hitnotering (week 43 t/m 46): 12-12-2020 t/m 02-01-2021 Hitnotering (week 47 t/m 50): 11-12-2021 t/m 01-01-2022 Hitnotering (week 51 t/m 54): 10-12-2022 t/m 31-12-2022 Hitnotering (week 55 t/m 58): 09-12-2023 t/m 30-12-2023 | Hitnotering (week 1 t/m 5): 23-12-1972 t/m 20-01-1973 Hitnotering (week 6 t/m 11): 10-01-1981 t/m 14-02-1981 Hitnotering (week 12 t/m 15): 20-12-2003 t/m 10-01-2004 Hitnotering (week 16 t/m 17): 27-12-2008 t/m 03-01-2009 Hitnotering (week 18 t/m 20): 19-12-2009 t/m 02-01-2010 Hitnotering (week 21 t/m 23): 18-12-2010 t/m 01-01-2011 Hitnotering (week 24): 31-12-2011 Hitnotering (week 25): 29-12-2012 Hitnotering (week 26): 28-12-2013 Hitnotering (week 27 t/m 28): 20-12-2014 t/m 27-12-2014 Hitnotering (week 29 t/m 31): 19-12-2015 t/m 02-01-2016 Hitnotering (week 32 t/m 33): 24-12-2016 t/m 31-12-2016 Hitnotering (week 34 t/m 36): 16-12-2017 t/m 30-12-2017 Hitnotering (week 37 t/m 39): 15-12-2018 t/m 29-12-2018 Hitnotering (week 40 t/m 42): 14-12-2019 t/m 28-12-2019 Hitnotering (week 43 t/m 46): 12-12-2020 t/m 02-01-2021 Hitnotering (week 47 t/m 50): 11-12-2021 t/m 01-01-2022 Hitnotering (week 51 t/m 54): 10-12-2022 t/m 31-12-2022 Hitnotering (week 55 t/m 58): 09-12-2023 t/m 30-12-2023 | Hitnotering (week 1 t/m 5): 23-12-1972 t/m 20-01-1973 Hitnotering (week 6 t/m 11): 10-01-1981 t/m 14-02-1981 Hitnotering (week 12 t/m 15): 20-12-2003 t/m 10-01-2004 Hitnotering (week 16 t/m 17): 27-12-2008 t/m 03-01-2009 Hitnotering (week 18 t/m 20): 19-12-2009 t/m 02-01-2010 Hitnotering (week 21 t/m 23): 18-12-2010 t/m 01-01-2011 Hitnotering (week 24): 31-12-2011 Hitnotering (week 25): 29-12-2012 Hitnotering (week 26): 28-12-2013 Hitnotering (week 27 t/m 28): 20-12-2014 t/m 27-12-2014 Hitnotering (week 29 t/m 31): 19-12-2015 t/m 02-01-2016 Hitnotering (week 32 t/m 33): 24-12-2016 t/m 31-12-2016 Hitnotering (week 34 t/m 36): 16-12-2017 t/m 30-12-2017 Hitnotering (week 37 t/m 39): 15-12-2018 t/m 29-12-2018 Hitnotering (week 40 t/m 42): 14-12-2019 t/m 28-12-2019 Hitnotering (week 43 t/m 46): 12-12-2020 t/m 02-01-2021 Hitnotering (week 47 t/m 50): 11-12-2021 t/m 01-01-2022 Hitnotering (week 51 t/m 54): 10-12-2022 t/m 31-12-2022 Hitnotering (week 55 t/m 58): 09-12-2023 t/m 30-12-2023 | Hitnotering (week 1 t/m 5): 23-12-1972 t/m 20-01-1973 Hitnotering (week 6 t/m 11): 10-01-1981 t/m 14-02-1981 Hitnotering (week 12 t/m 15): 20-12-2003 t/m 10-01-2004 Hitnotering (week 16 t/m 17): 27-12-2008 t/m 03-01-2009 Hitnotering (week 18 t/m 20): 19-12-2009 t/m 02-01-2010 Hitnotering (week 21 t/m 23): 18-12-2010 t/m 01-01-2011 Hitnotering (week 24): 31-12-2011 Hitnotering (week 25): 29-12-2012 Hitnotering (week 26): 28-12-2013 Hitnotering (week 27 t/m 28): 20-12-2014 t/m 27-12-2014 Hitnotering (week 29 t/m 31): 19-12-2015 t/m 02-01-2016 Hitnotering (week 32 t/m 33): 24-12-2016 t/m 31-12-2016 Hitnotering (week 34 t/m 36): 16-12-2017 t/m 30-12-2017 Hitnotering (week 37 t/m 39): 15-12-2018 t/m 29-12-2018 Hitnotering (week 40 t/m 42): 14-12-2019 t/m 28-12-2019 Hitnotering (week 43 t/m 46): 12-12-2020 t/m 02-01-2021 Hitnotering (week 47 t/m 50): 11-12-2021 t/m 01-01-2022 Hitnotering (week 51 t/m 54): 10-12-2022 t/m 31-12-2022 Hitnotering (week 55 t/m 58): 09-12-2023 t/m 30-12-2023 | Hitnotering (week 1 t/m 5): 23-12-1972 t/m 20-01-1973 Hitnotering (week 6 t/m 11): 10-01-1981 t/m 14-02-1981 Hitnotering (week 12 t/m 15): 20-12-2003 t/m 10-01-2004 Hitnotering (week 16 t/m 17): 27-12-2008 t/m 03-01-2009 Hitnotering (week 18 t/m 20): 19-12-2009 t/m 02-01-2010 Hitnotering (week 21 t/m 23): 18-12-2010 t/m 01-01-2011 Hitnotering (week 24): 31-12-2011 Hitnotering (week 25): 29-12-2012 Hitnotering (week 26): 28-12-2013 Hitnotering (week 27 t/m 28): 20-12-2014 t/m 27-12-2014 Hitnotering (week 29 t/m 31): 19-12-2015 t/m 02-01-2016 Hitnotering (week 32 t/m 33): 24-12-2016 t/m 31-12-2016 Hitnotering (week 34 t/m 36): 16-12-2017 t/m 30-12-2017 Hitnotering (week 37 t/m 39): 15-12-2018 t/m 29-12-2018 Hitnotering (week 40 t/m 42): 14-12-2019 t/m 28-12-2019 Hitnotering (week 43 t/m 46): 12-12-2020 t/m 02-01-2021 Hitnotering (week 47 t/m 50): 11-12-2021 t/m 01-01-2022 Hitnotering (week 51 t/m 54): 10-12-2022 t/m 31-12-2022 Hitnotering (week 55 t/m 58): 09-12-2023 t/m 30-12-2023 |
| Week: | 1 | 2 | 3 | 4 | 5 | | 6 | 7 | 8 | 9 | 10 | 11 | | 12 | 13 | 14 | 15 | | 16 | 17 | | 18 | 19 | 20 | | 21 |
| --- | --- | --- | --- | --- | --- | --- | --- | --- | --- | --- | --- | --- | --- | --- | --- | --- | --- | --- | --- | --- | --- | --- | --- | --- | --- | --- |
| Positie: | 15 | 8 | 7 | 15 | 29 | uit | 3 | 2 | 7 | 26 | 28 | 49 | uit | 97 | 83 | 78 | 79 | uit | 53 | 59 | uit | 84 | 74 | 75 | uit | 69 |
| Week: | 22 | 23 | | 24 | | 25 | | 26 | | 27 | 28 | | 29 | 30 | 31 | | 32 | 33 | | 34 | 35 | 36 | | 37 | 38 | 39 |
| Positie: | 60 | 69 | uit | 84 | uit | 71 | uit | 68 | uit | 99 | 77 | uit | 65 | 58 | 21 | uit | 90 | 49 | uit | 91 | 66 | 19 | uit | 48 | 33 | 15 |
| Week: | | 40 | 41 | 42 | | 43 | 44 | 45 | 46 | | 47 | 48 | 49 | 50 | | 51 | 52 | 53 | 54 | | 55 | 56 | 57 | 58 | | |
| Positie: | uit | 70 | 57 | 15 | uit | 52 | 36 | 29 | 16 | uit | 80 | 54 | 42 | 19 | uit | 61 | 28 | 29 | 18 | uit | 56 | 31 | 30 | 18 | uit | |

### VlaamseUltratop 50
| Hitnotering (week 1 t/m 8): 30-12-1972 t/m 17-02-1973 Hitnotering (week 9 t/m 15): 27-12-1980 t/m 07-02-1981 Hitnotering (week 16): 31-12-2022 Hitnotering (week 17): 30-12-2023 | Hitnotering (week 1 t/m 8): 30-12-1972 t/m 17-02-1973 Hitnotering (week 9 t/m 15): 27-12-1980 t/m 07-02-1981 Hitnotering (week 16): 31-12-2022 Hitnotering (week 17): 30-12-2023 | Hitnotering (week 1 t/m 8): 30-12-1972 t/m 17-02-1973 Hitnotering (week 9 t/m 15): 27-12-1980 t/m 07-02-1981 Hitnotering (week 16): 31-12-2022 Hitnotering (week 17): 30-12-2023 | Hitnotering (week 1 t/m 8): 30-12-1972 t/m 17-02-1973 Hitnotering (week 9 t/m 15): 27-12-1980 t/m 07-02-1981 Hitnotering (week 16): 31-12-2022 Hitnotering (week 17): 30-12-2023 | Hitnotering (week 1 t/m 8): 30-12-1972 t/m 17-02-1973 Hitnotering (week 9 t/m 15): 27-12-1980 t/m 07-02-1981 Hitnotering (week 16): 31-12-2022 Hitnotering (week 17): 30-12-2023 | Hitnotering (week 1 t/m 8): 30-12-1972 t/m 17-02-1973 Hitnotering (week 9 t/m 15): 27-12-1980 t/m 07-02-1981 Hitnotering (week 16): 31-12-2022 Hitnotering (week 17): 30-12-2023 | Hitnotering (week 1 t/m 8): 30-12-1972 t/m 17-02-1973 Hitnotering (week 9 t/m 15): 27-12-1980 t/m 07-02-1981 Hitnotering (week 16): 31-12-2022 Hitnotering (week 17): 30-12-2023 | Hitnotering (week 1 t/m 8): 30-12-1972 t/m 17-02-1973 Hitnotering (week 9 t/m 15): 27-12-1980 t/m 07-02-1981 Hitnotering (week 16): 31-12-2022 Hitnotering (week 17): 30-12-2023 | Hitnotering (week 1 t/m 8): 30-12-1972 t/m 17-02-1973 Hitnotering (week 9 t/m 15): 27-12-1980 t/m 07-02-1981 Hitnotering (week 16): 31-12-2022 Hitnotering (week 17): 30-12-2023 | Hitnotering (week 1 t/m 8): 30-12-1972 t/m 17-02-1973 Hitnotering (week 9 t/m 15): 27-12-1980 t/m 07-02-1981 Hitnotering (week 16): 31-12-2022 Hitnotering (week 17): 30-12-2023 | Hitnotering (week 1 t/m 8): 30-12-1972 t/m 17-02-1973 Hitnotering (week 9 t/m 15): 27-12-1980 t/m 07-02-1981 Hitnotering (week 16): 31-12-2022 Hitnotering (week 17): 30-12-2023 | Hitnotering (week 1 t/m 8): 30-12-1972 t/m 17-02-1973 Hitnotering (week 9 t/m 15): 27-12-1980 t/m 07-02-1981 Hitnotering (week 16): 31-12-2022 Hitnotering (week 17): 30-12-2023 | Hitnotering (week 1 t/m 8): 30-12-1972 t/m 17-02-1973 Hitnotering (week 9 t/m 15): 27-12-1980 t/m 07-02-1981 Hitnotering (week 16): 31-12-2022 Hitnotering (week 17): 30-12-2023 | Hitnotering (week 1 t/m 8): 30-12-1972 t/m 17-02-1973 Hitnotering (week 9 t/m 15): 27-12-1980 t/m 07-02-1981 Hitnotering (week 16): 31-12-2022 Hitnotering (week 17): 30-12-2023 | Hitnotering (week 1 t/m 8): 30-12-1972 t/m 17-02-1973 Hitnotering (week 9 t/m 15): 27-12-1980 t/m 07-02-1981 Hitnotering (week 16): 31-12-2022 Hitnotering (week 17): 30-12-2023 | Hitnotering (week 1 t/m 8): 30-12-1972 t/m 17-02-1973 Hitnotering (week 9 t/m 15): 27-12-1980 t/m 07-02-1981 Hitnotering (week 16): 31-12-2022 Hitnotering (week 17): 30-12-2023 | Hitnotering (week 1 t/m 8): 30-12-1972 t/m 17-02-1973 Hitnotering (week 9 t/m 15): 27-12-1980 t/m 07-02-1981 Hitnotering (week 16): 31-12-2022 Hitnotering (week 17): 30-12-2023 | Hitnotering (week 1 t/m 8): 30-12-1972 t/m 17-02-1973 Hitnotering (week 9 t/m 15): 27-12-1980 t/m 07-02-1981 Hitnotering (week 16): 31-12-2022 Hitnotering (week 17): 30-12-2023 | Hitnotering (week 1 t/m 8): 30-12-1972 t/m 17-02-1973 Hitnotering (week 9 t/m 15): 27-12-1980 t/m 07-02-1981 Hitnotering (week 16): 31-12-2022 Hitnotering (week 17): 30-12-2023 | Hitnotering (week 1 t/m 8): 30-12-1972 t/m 17-02-1973 Hitnotering (week 9 t/m 15): 27-12-1980 t/m 07-02-1981 Hitnotering (week 16): 31-12-2022 Hitnotering (week 17): 30-12-2023 | Hitnotering (week 1 t/m 8): 30-12-1972 t/m 17-02-1973 Hitnotering (week 9 t/m 15): 27-12-1980 t/m 07-02-1981 Hitnotering (week 16): 31-12-2022 Hitnotering (week 17): 30-12-2023 | Hitnotering (week 1 t/m 8): 30-12-1972 t/m 17-02-1973 Hitnotering (week 9 t/m 15): 27-12-1980 t/m 07-02-1981 Hitnotering (week 16): 31-12-2022 Hitnotering (week 17): 30-12-2023 |
| Week: | 1 | 2 | 3 | 4 | 5 | 6 | 7 | 8 | | 9 | 10 | 11 | 12 | 13 | 14 | 15 | | 16 | | 17 | |
| --- | --- | --- | --- | --- | --- | --- | --- | --- | --- | --- | --- | --- | --- | --- | --- | --- | --- | --- | --- | --- | --- |
| Positie: | 23 | 11 | 4 | 4 | 8 | 11 | 19 | 23 | uit | 17 | 7 | 9 | 13 | 13 | 17 | 24 | uit | 39 | uit | 29 | uit |

### NPO Radio 2 Top 2000
| Nummer met noteringen in de NPO Radio 2 Top 2000 | '99 | '00 | '01  | '02  | '03  | '04  | '05  | '06  | '07  | '08  | '09  | '10  | '11  | '12  | '13  | '14 | '15  | '16-'18 | '19  |
| ------------------------------------------------ | --- | --- | ---- | ---- | ---- | ---- | ---- | ---- | ---- | ---- | ---- | ---- | ---- | ---- | ---- | --- | ---- | ------- | ---- |
| Happy Xmas (War Is Over)                         | 412 | 589 | 1088 | 1082 | 1108 | 1304 | 1675 | 1663 | 1959 | 1526 | 1757 | 1509 | 1513 | 1639 | 1904 | -   | 1649 | -       | 1965 |

1. ↑  Een '-' betekent dat het nummer niet was genoteerd en een vetgedrukt getal geeft de hoogste notering aan.
2. ↑  Deze tabel is bijgewerkt tot en met de laatste editie (2024).

## Covers
In 1988 brachten de Artiesten voor het Ronald McDonaldhuis een Nederlandstalige versie uit die in de hitlijsten terechtkwam. Een andere Nederlandstalige versie was in 1994 van Robert Long, getiteld Het spijt me, John Lennon. Op War is over reageert hij dat Lennon zich heeft vergist en oorlogen met kinderslachtoffers nog steeds bestaan.
Op een single of album verschenen uitvoeringen van onder meer de volgende artiesten: Astroline, Hugues Aufray, Randy Bachman, Badly Drawn Boy, Alpha Blondy, The Blue Diamonds, Sarah Brightman, California Guitar Trio, Vanessa Carlton, Charice, Celine Dion, Christie, Daryll-Ann, Neil Diamond, Garou, Glennis Grace, Irene Grandi, Henkäys ikuisuudesta, Hi-Standard, Glenn Hoddle, John Holt, Rebecca St. James, Teitur Lassen, Thé Lau, Johnny Logan, Darlene Love, Magnus, Damian McGinty, The Moody Blues, Marie Myriam, Never Shout Never, Only Boys Aloud, Trijntje Oosterhuis, Laura Pausini, Christina Perri, The Corrs, The Polyphonic Spree, Daniel Powter, Damien Rice, Diana Ross, Anny Schilder, Carly Simon, Jessica Simpson, Billy Bob Thornton, Thrice, Thunder, Piet Veerman, Roch Voisine, Andy Williams en Winger.

### Hitnoteringen
In de volgende tabel staan singles met noteringen van coverartiesten:
| Jaar | artiest                                | titel                                           | land | hitlijst            | pieknotering |
| ---- | -------------------------------------- | ----------------------------------------------- | ---- | ------------------- | ------------ |
| 1988 | Artiesten voor het Ronald McDonaldhuis | Happy X-mas (War is over) / Gelukkig kerstfeest | NL   | Nationale Hitparade | 15           |
| 1992 | Vanessa                                | Happy X-mas (War is over)                       | NL   | Nationale Top 100   | 35           |
| 2003 | The Idols                              | Happy Xmas (War is over)                        | VK   | UK Singles Chart    | 5            |
| 2006 | Sarah McLachlan                        | Happy Xmas (War is over)                        | VS   | Billboard Hot 100   | tip (107)    |
| 2006 | Sarah McLachlan                        | Happy Xmas (War is over)                        | VS   | Billboard AC        | 5            |
| 2006 | The Fray                               | Happy Xmas (War is over)                        | VS   | Billboard Hot 100   | 50           |
| 2006 | The Fray                               | Happy Xmas (War is over)                        | VS   | Billboard AC        | 13           |
| 2016 | Céline Dion                            | Happy Xmas (War is over)                        | NL   | Single Top 100      | 76           |
| 2016 | Céline Dion                            | Happy Xmas (War is over)                        | SE   | Zweedse lijst       | 43           |
| 2016 | Maroon 5                               | Happy Christmas (War is over)                   | NL   | Single Top 100      | tip (14)     |